# Martin von Stedingk
Martin von Stedingk, född 1972, är en svensk flerfaldig mästare i gymnastik. Han tävlade för Österåkersgymnasterna.